# Bighorn Mountains
Bighorn Mountains je horské pásmo v severní části státu Wyoming a jižní části státu Montana, ve Spojených státech amerických.
Bighorn Mountains jsou součástí Skalnatých hor. Leží ve střední části amerických Skalnatých hor a tvoří jejich východní hranici vybíhající do oblasti Velkých planin. Vrcholová část pohoří má velehorský reliéf, nejvyšší horou je Cloud Peak (4 014 m).
V pohoří se nachází řada uzavřených údolí, trogů a ledovcových jezer. Jediný ledovec se nachází na východním svahu nejvyšší hory Cloud Peak.

## Geografie a geologie
Pohoří vystupuje z rovinaté Wyomingské pánve. Západně leží Bighornská pánev a pohoří Absaroka Range.
Bighorn Mountains byly vyvrásněny laramickou orogenezí, přibližně před 70 milióny lety. Geologicky tvoří pohoří až 2 700 metrů silná vrstva sedimentárních hornin, stáří od prekambria po nižší křídu.

## Flora a fauna
Část pohoří leží nad hranicí lesa, v nižších polohách pak rostou jehličnaté stromy, především douglaska tisolistá, jalovec skalní a borovice ohebná. Z fauny zde žijí jelenec ušatý, jelen wapiti, medvěd černý, los evropský, puma americká nebo orel skalní.

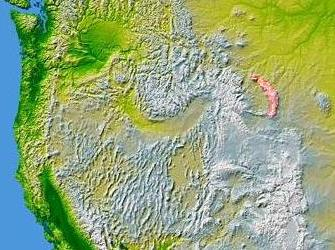
Bighorn Mountains